# Terenzo
Terenzo (Tréns in dialetto parmigiano) è un comune italiano di 1 149 abitanti della provincia di Parma in Emilia-Romagna.

## Geografia fisica
L'abitato di Terenzo è collocato ai piedi del monte Croce, sulla sinistra del torrente Sporzana; il borgo sorge in corrispondenza di paleofrana ormai assestata.
Il territorio comunale appenninico si estende tra la val Baganza a est e la val di Taro a ovest.

## Storia
A lungo identificato forse erroneamente con l'antico Forum Druenti o Druentinorum menzionato in un'epigrafe risalente al II secolo, Terenzo nacque forse in epoca romana; il toponimo potrebbe infatti derivare dal nome Terentius, in quanto il borgo potrebbe essere appartenuto alla gens Terentia, oppure dal participio presente terentis del verbo terere, col significato di "levigare" e "triturare", in richiamo alla natura franosa del territorio. Si ipotizza infine che il toponimo possa essere di origine più remota, in quanto la radice rimanderebbe alla denominazione celtica di "trivio" e Terenzo è proprio collocato in corrispondenza dell'incrocio fra tre antiche vie di comunicazione. Risale infatti all'epoca romana la strada che attraversa ancora il borgo e che in origine univa Parma e Luni; il suo tracciato, noto all'epoca come via di monte Bardone, divenne di importanza strategica in età longobarda, in quanto costituiva l'unico collegamento tra la pianura Padana e la Toscana; per tutto il Medioevo la via, detta in seguito Francigena, fu percorsa dai numerosi pellegrini diretti a Roma dal Nord Europa.
La prima testimonianza certa dell'esistenza di un insediamento abitato sul luogo dell'odierno Terenzo risale tuttavia soltanto all'11 giugno del 948, quando il re d'Italia Lotario II fece dono di "Treuntio" o "Trevuntio" al vescovo di Parma.
L'originaria chiesa di Santo Stefano vi fu edificata prima del 1141, anno in cui fu menzionata per la prima volta in una bolla del papa Innocenzo II.
Nel 1294 una catastrofica frana travolse e distrusse quasi completamente il borgo, all'epoca molto più esteso dell'attuale; il paese fu presto riedificato e già nel 1329 ospitò l'imperatore del Sacro Romano Impero Ludovico il Bavaro e le sue truppe di ritorno da Roma. Nel 1333 anche il re Giovanni I di Boemia sostò nel villaggio insieme al figlio Carlo, che nella notte del 15 agosto, festa dell'Assunta, fece un terribile sogno premonitore; nel 1355 Carlo, nel frattempo divenuto imperatore del Sacro Romano Impero, si ricordò della sconvolgente visione terenzina e ordinò la costruzione di una cappella dedicata a santa Maria degli Angeli sul luogo dell'antica chiesa distrutta, ricevendone l'approvazione da parte del vescovo di Parma Ugolino de' Rossi; l'anno seguente Carlo IV revocò l'assegnazione alla diocesi del feudo, che assoggettò direttamente al Sacro Romano Impero.
Nel 1365 fu fondato all'interno del paese uno xenodochio per pellegrini e zoppi per volontà di Gerardo o Gherardo Zily.
Il borgo fu nuovamente distrutto nel 1552, quando per rappresaglia le truppe imperiali diedero fuoco alle abitazioni; si salvarono soltanto la chiesa di Santo Stefano, ricostruita in forme romaniche nel 1494, la casa dei frati e l'osteria.
Nuovamente ricostruito, il paese fu in seguito assegnato ai conti Bajardi, che ne mantennero l'investitura fino al 1805, quando i decreti napoleonici sancirono l'abolizione dei diritti feudali.
All'inizio dell'anno seguente Terenzo divenne frazione del nuovo comune (o mairie) di Selva del Bocchetto, dopo pochi mesi ribattezzato Lesignano Palmia, ma con sede tra il 1811 e il 1914 a Boschi di Bardone.
Il centro abitato di Terenzo cadde in crisi a partire dal 1808, quando furono avviati i lavori di costruzione della strada della Cisa per volere di Napoleone; la nuova importante via di collegamento, completata nel 1859, spostò il traffico di persone e merci dalla val Sporzana alla val di Taro, isolando Terenzo, che successivamente iniziò a spopolarsi.
Il regio decreto del 30 ottobre del 1924, pubblicato sulla Gazzetta Ufficiale del Regno d'Italia del 18 dicembre di quell'anno, rinominò il comune Terenzo, ove fu spostata definitivamente la sede municipale.

## Monumenti e luoghi d'interesse

### Architetture religiose

#### Chiesa di Santo Stefano

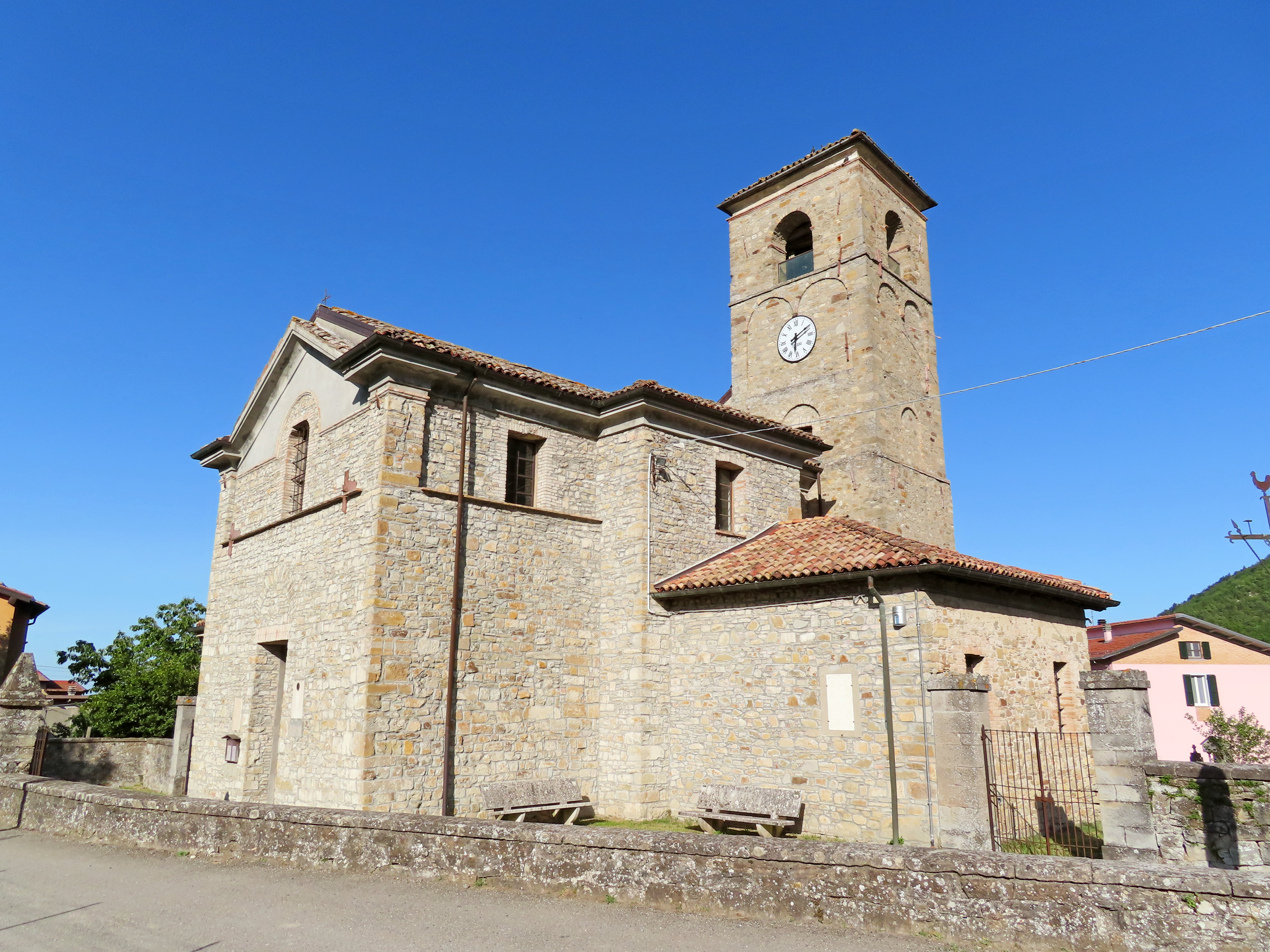
Chiesa di Santo Stefano

Edificata originariamente prima del 1141, la chiesa fu distrutta da una catastrofica frana nel 1294; ricostruita nel 1494 in forme tardo-romaniche accanto all'oggi scomparsa Cappella Imperiale di Santa Maria degli Angeli, voluta nel 1355 dall'imperatore del Sacro Romano Impero Carlo IV di Lussemburgo, fu profondamente modificata in stile neoclassico nel 1789, conservando soltanto il campanile del precedente edificio.

#### Pieve di Santa Maria Assunta

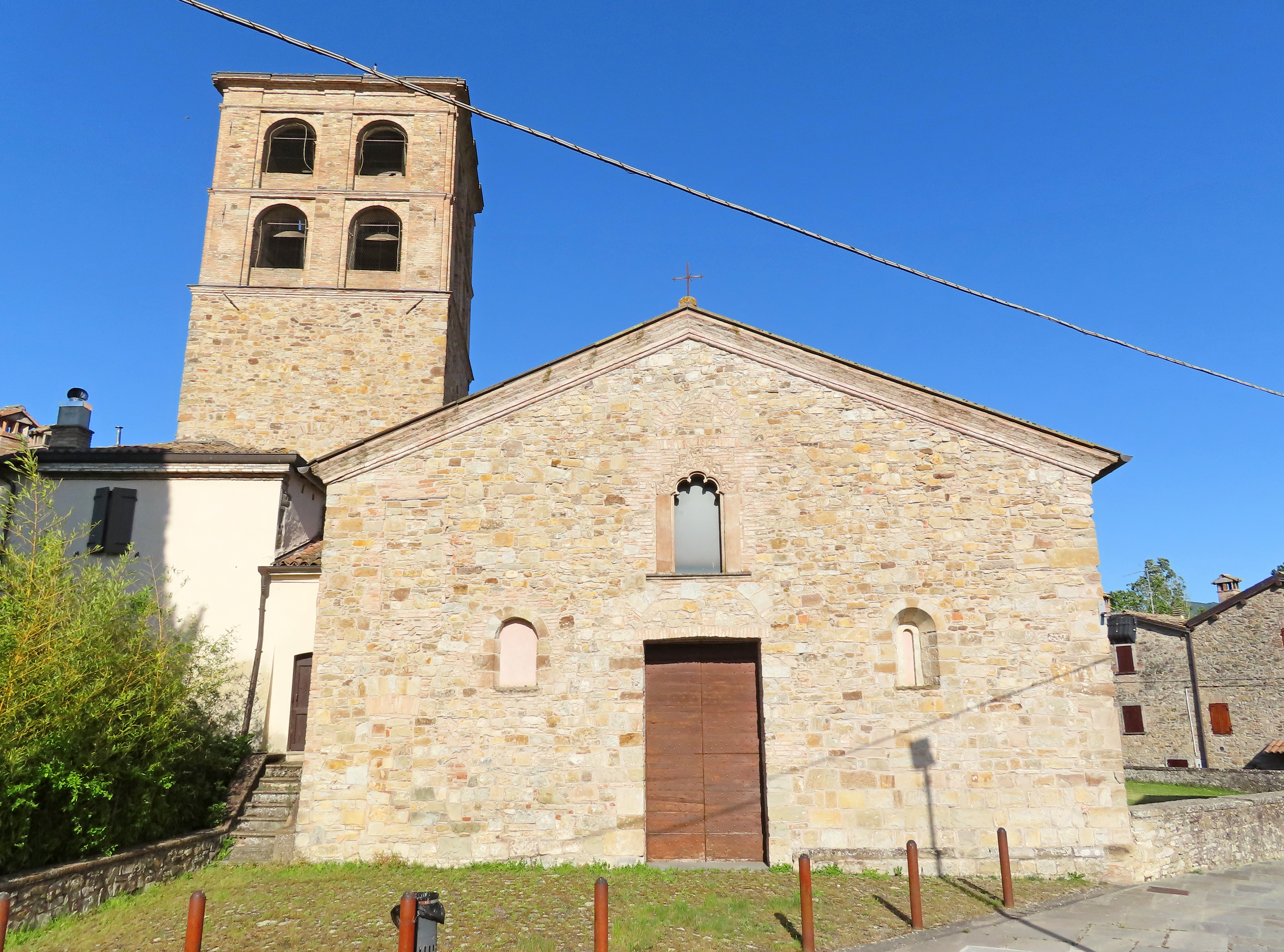
Pieve di Santa Maria Assunta

Edificata originariamente in stile paleocristiano probabilmente già nel VI secolo, la pieve fu ricostruita in stile romanico nel IX e modificata a più riprese nel XIII, nel XVI e soprattutto tra il 1640 e il 1670; la chiesa conserva numerose sculture risalenti al XIII secolo, tra cui alcune parti dell'ambone romanico smembrato della pieve di Santa Maria Assunta di Fornovo di Taro; oltre alla coppia di leoni stilofori e alle statue di Santa Margherita, San Pietro e San Paolo, risultano di particolare pregio le due lastre della Glorificazione di Santa Margherita e della Deposizione dalla croce, realizzate da un artista di scuola antelamica.

#### Pieve di San Michele Arcangelo

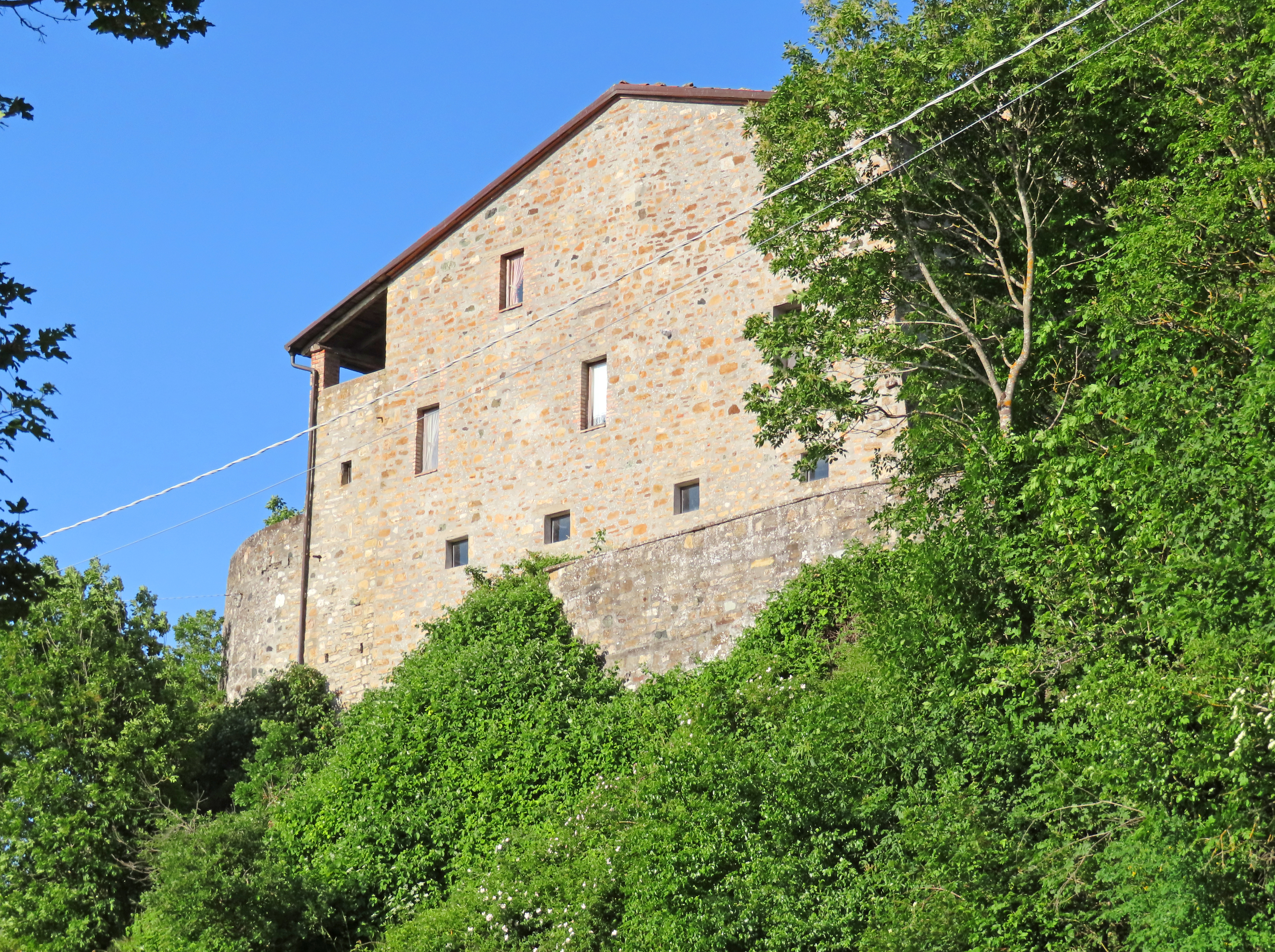
Pieve di San Michele Arcangelo

Edificata nel XIII secolo nei pressi del castello di Corniana, la pieve romanica fu ristrutturata nel XVIII con la ricostruzione della parte sommitale del campanile, l'aggiunta della cappella laterale e la decorazione della zona presbiteriale; sconsacrata nel 1931 in seguito alla costruzione della neoromanica chiesa di San Michele Arcangelo, fu per anni adibita a fienile; acquistata verso la fine del XX secolo da un abitante di Corniana, fu interamente restaurata e destinata a sede di mostre temporanee.

#### Chiesa di San Michele Arcangelo

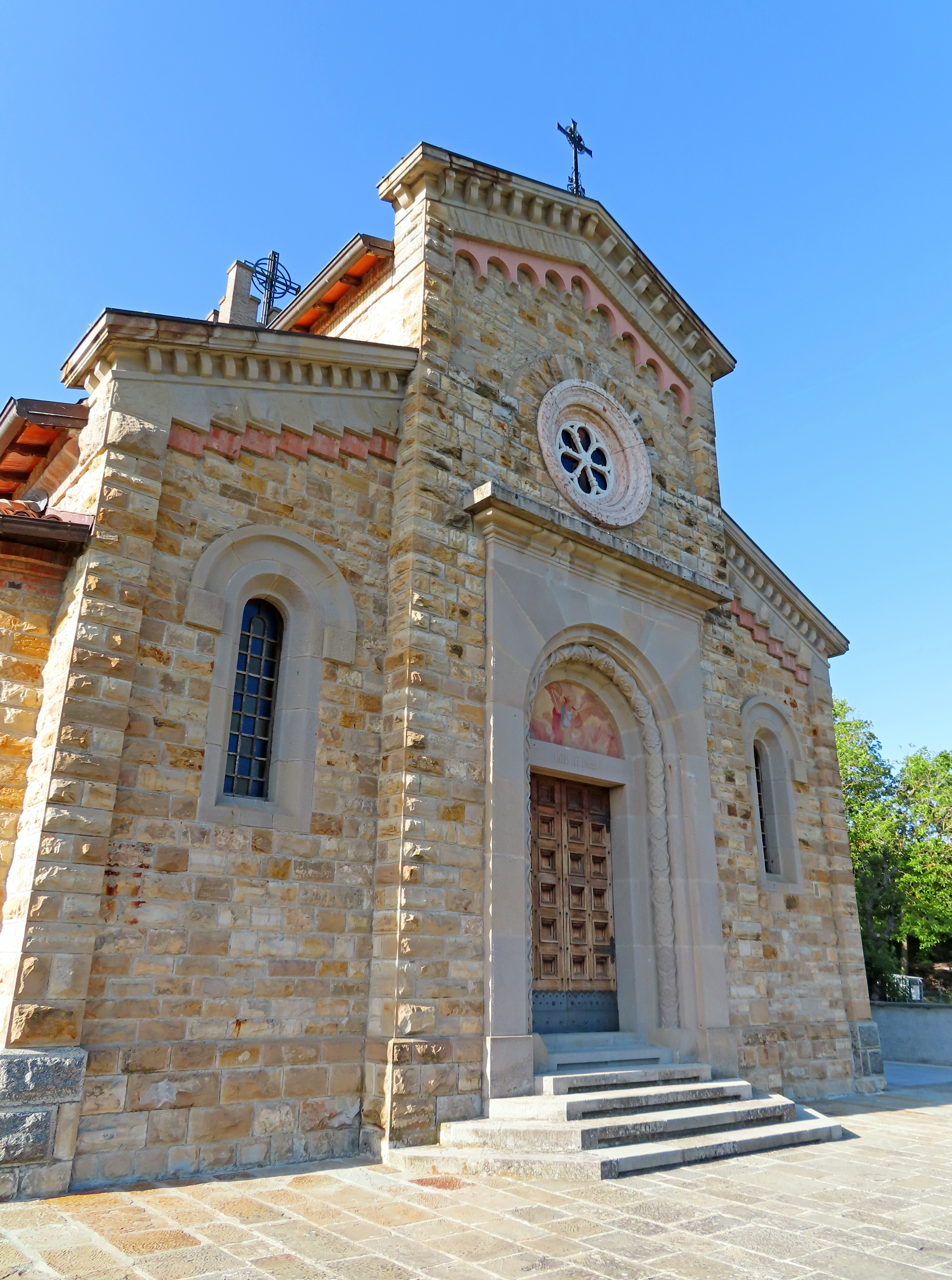
Chiesa di San Michele Arcangelo

Edificata in forme neoromaniche tra il 1930 e il 1931 sui resti di una cappella tardo-settecentesca, la chiesa di Corniana, progettata dall'architetto Tonino Talignani, fu dotata dell'alto campanile merlato nel 1935; colpita da un terremoto nel 2008, fu restaurata e consolidata strutturalmente tra il 2009 e il 2010. Il luogo di culto, rivestito in pietra, conserva al suo interno un baldacchino risalente al 1850 e due confessionali settecenteschi.

#### Chiesa dell'Assunzione di Maria Vergine

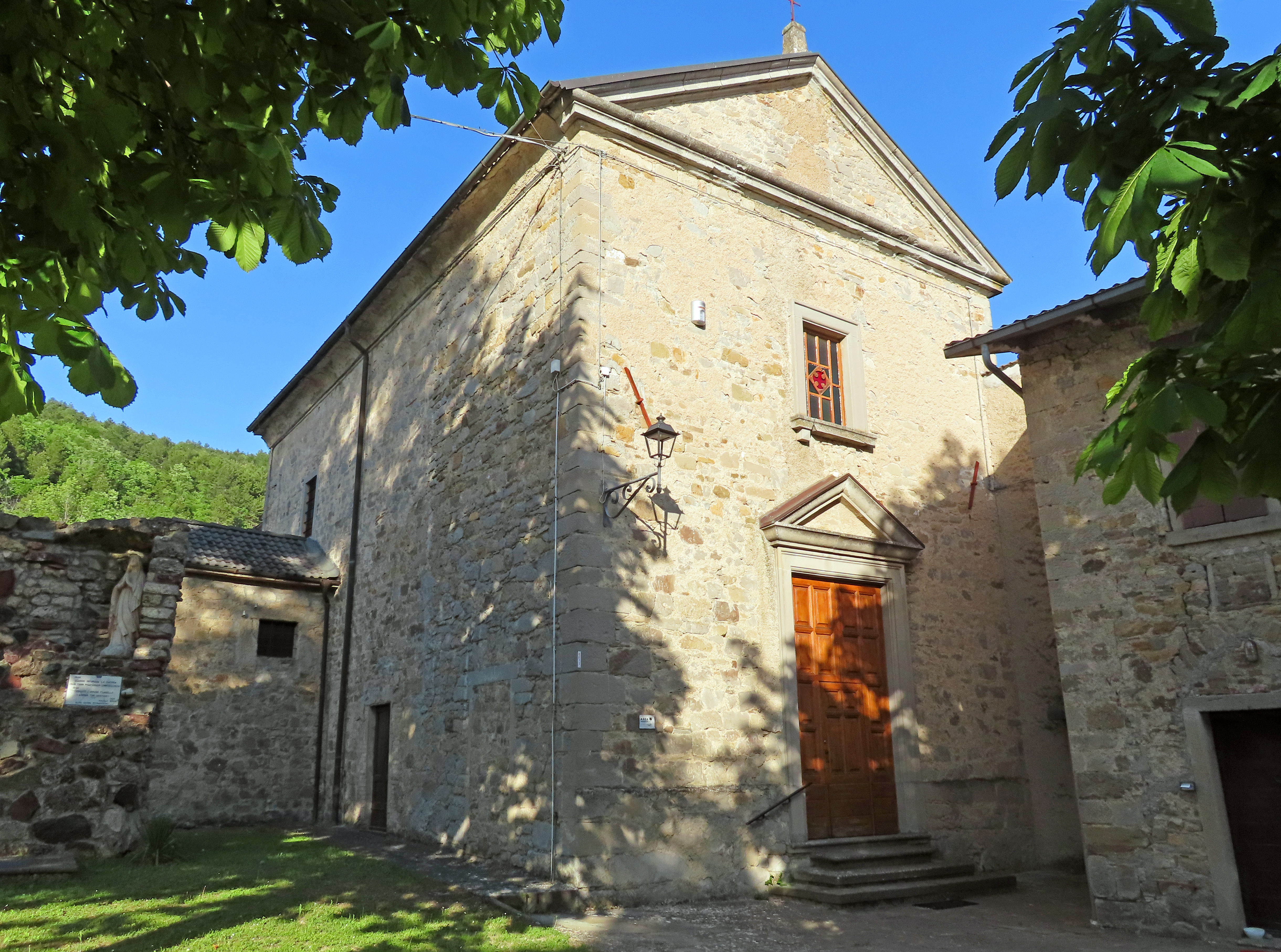
Chiesa dell'Assunzione di Maria Vergine

Edificata entro il XII secolo, la chiesa romanica di Cassio, menzionata per la prima volta nel 1230, fu quasi completamente ricostruita intorno al 1600; pesantemente danneggiata dai bombardamenti alleati della seconda guerra mondiale nel 1944, fu riedificata nella zona absidale nel 1950; ristrutturata tra il 1960 e il 1970 , fu restaurata e consolidata strutturalmente tra il 2010 e il 2012. Il luogo di culto, quasi interamente rivestito in pietra, conserva a lato del presbiterio un pregevole affresco raffigurante i Santi Giovanni Battista e Benedetto, dipinto tra il 1425 e il 1430.

#### Chiesa di Sant'Apollinare

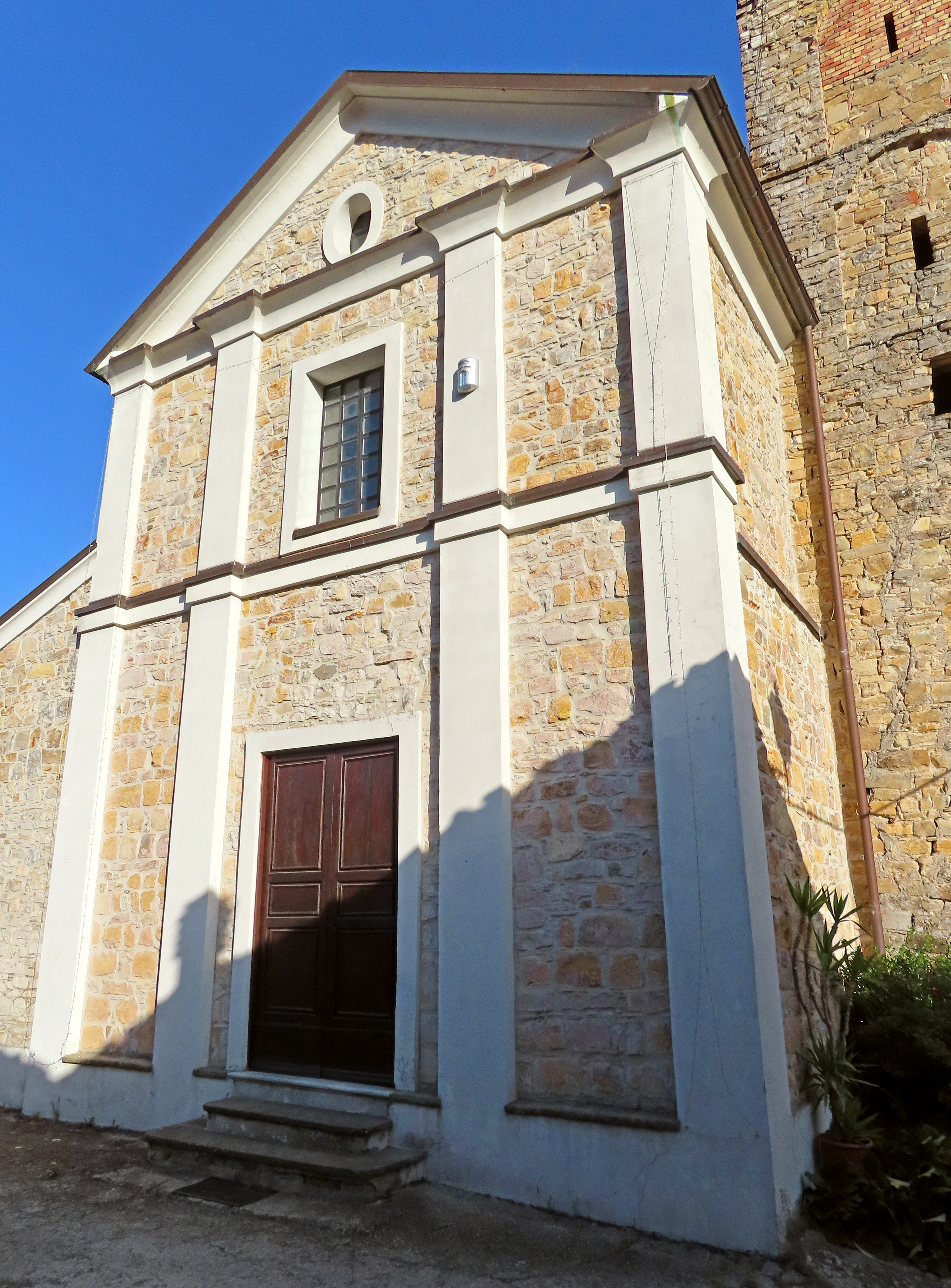
Chiesa di Sant'Apollinare

Edificata tra il 1568 e il 1577, la chiesa di Casola fu affiancata nel 1630 da un piccolo oratorio intitolato a san Rocco; ristrutturata in seguito, fu decorata internamente intorno al 1960. Il luogo di culto, affrescato sulle volte e sulle pareti, conserva vari arredi settecenteschi.

#### Chiesa dell'Annunciazione di Maria Vergine

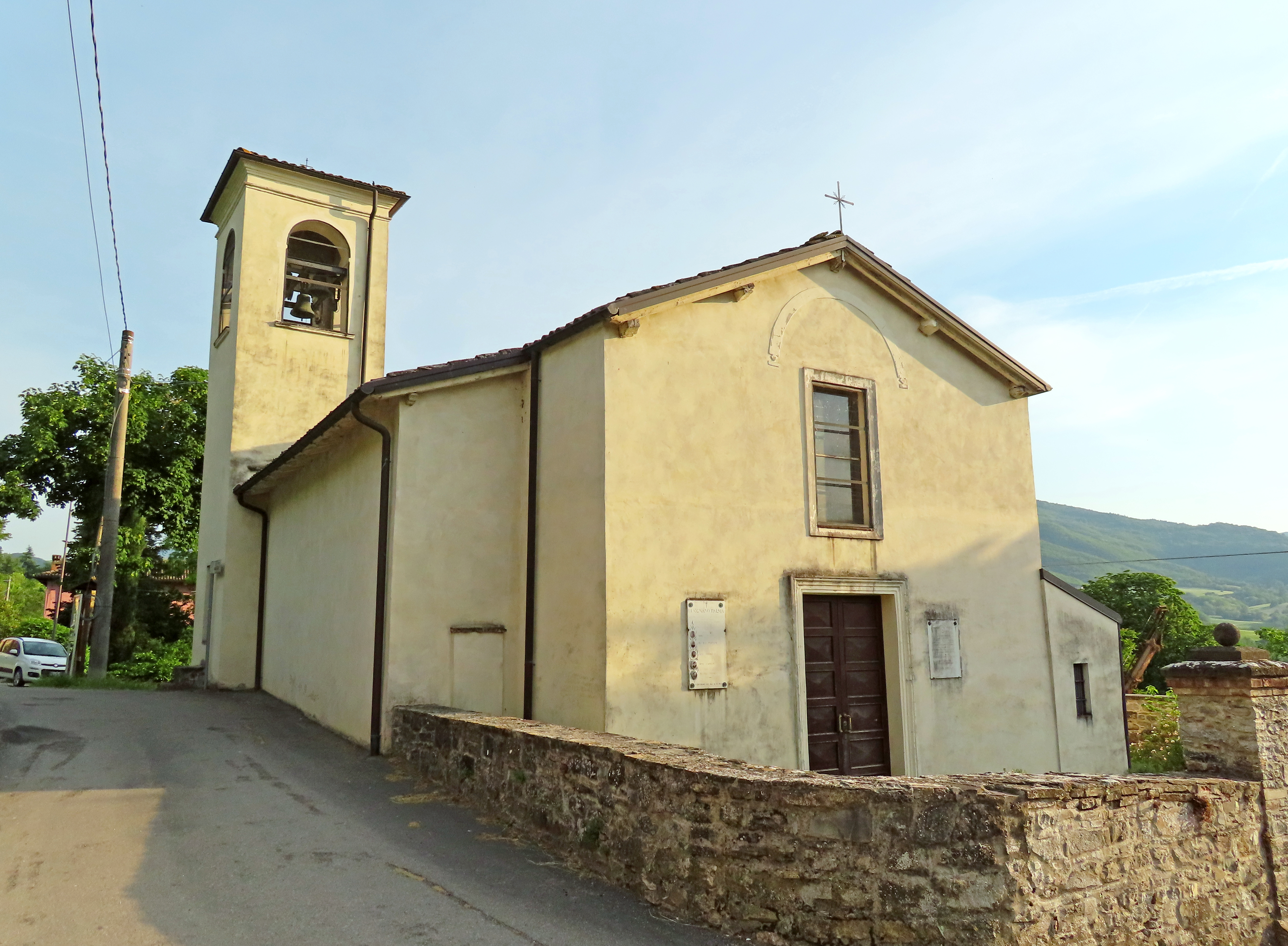
Chiesa dell'Annunciazione di Maria Vergine

Edificata originariamente nel 1493, la chiesa di Lesignano Palmia fu completamente ricostruita nella prima metà del XVII secolo; dotata del campanile nel 1649, fu intonacata esternamente e decorata internamente tra il 1950 e il 1960; risistemata nelle coperture tra il 1970 e il 1975, fu completamente restaurata e consolidata strutturalmente tra il 2003 e il 2004. Il semplice luogo di culto, ornato con lesene e un affresco nella zona presbiteriale, conserva un antico altare maggiore in marmi policromi, ricollocato nel 2004 nella cappella sinistra.

#### Chiesa di San Martino

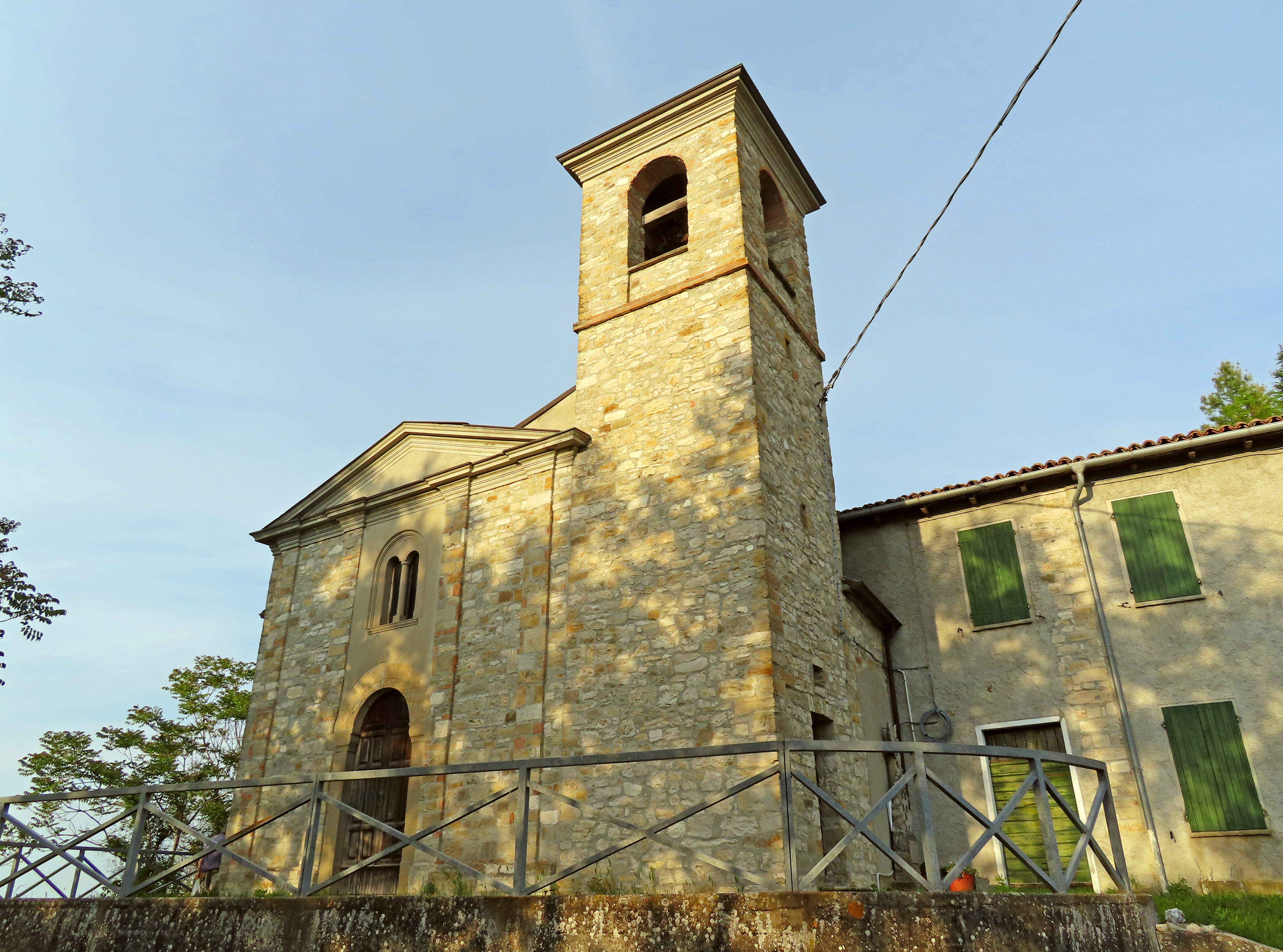
Chiesa di San Martino

Menzionata per la prima volta nel 1230, la chiesa di Marzano, elevata a parrocchia autonoma nel 1564, fu lievemente modificata negli interni tra il 1755 e il 1778; dotata del campanile nel 1873, fu sottoposta a importanti restauri tra il 1919 e il 1950. Il luogo di culto dalle forme romanico-neoclassiche, esternamente rivestito in pietra, conserva in facciata un archivolto risalente al XIII secolo; al suo interno sono custodite un'acquasantiera duecentesca in arenaria e una statua seicentesca rappresentante la Madonna dei sette dolori.

#### Chiesa di San Bartolomeo Apostolo

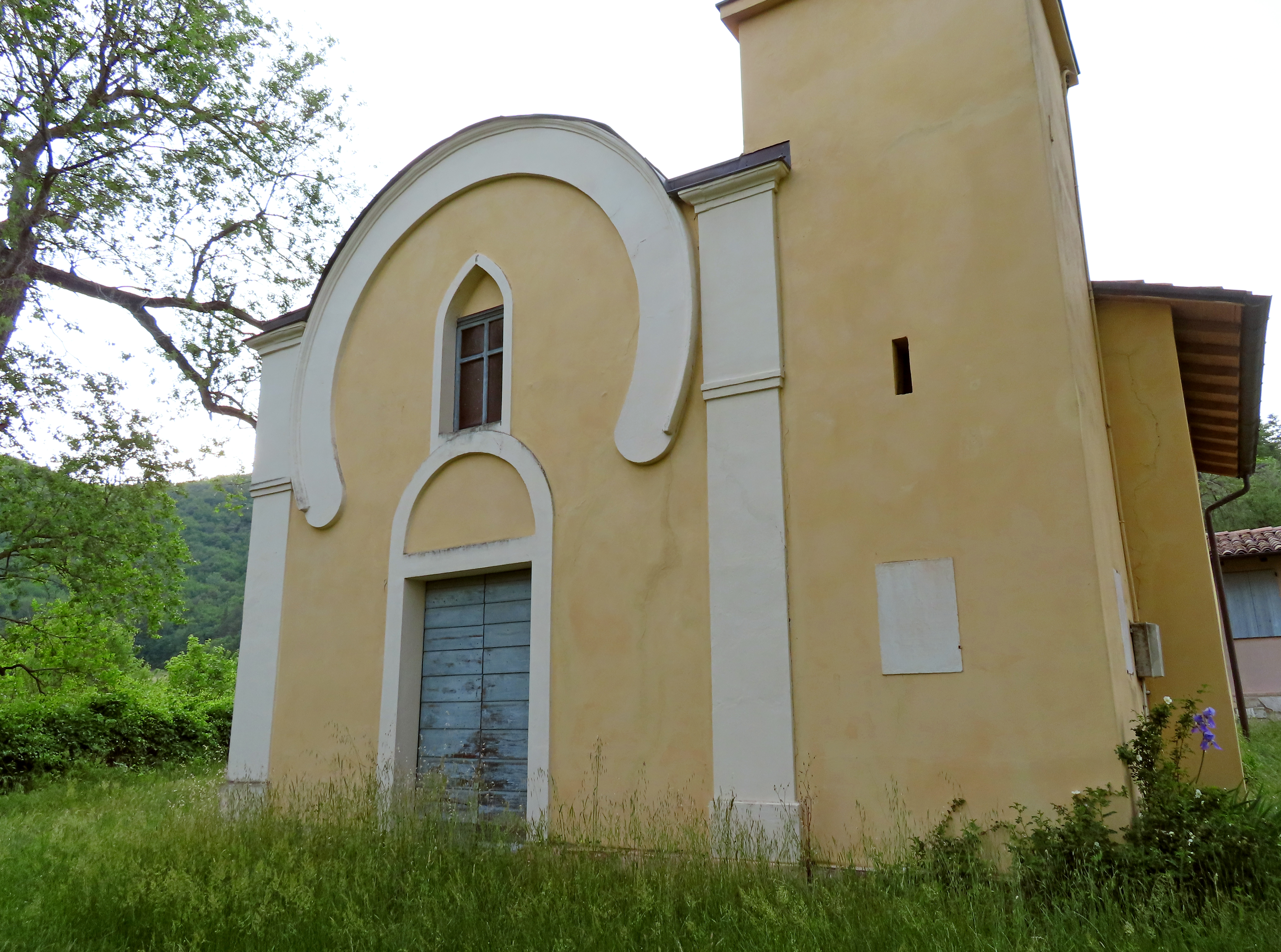
Chiesa di San Bartolomeo Apostolo

Menzionata per la prima volta nel 1230, la chiesa di Cella di Palmia, ormai degradata, fu risistemata completamente nel 1851; modificata e decorata internamente tra il 1876 e il 1880, fu ristrutturata in forme liberty nel 1952 con la realizzazione della nuova facciata e la sopraelevazione del campanile. Il luogo di culto, affiancato da tre cappelle aggiunte tra il 1684 e i primi anni del XX secolo, è decorato con lesene e paraste doriche.

### Architetture militari

#### Castello di Selva Smeralda

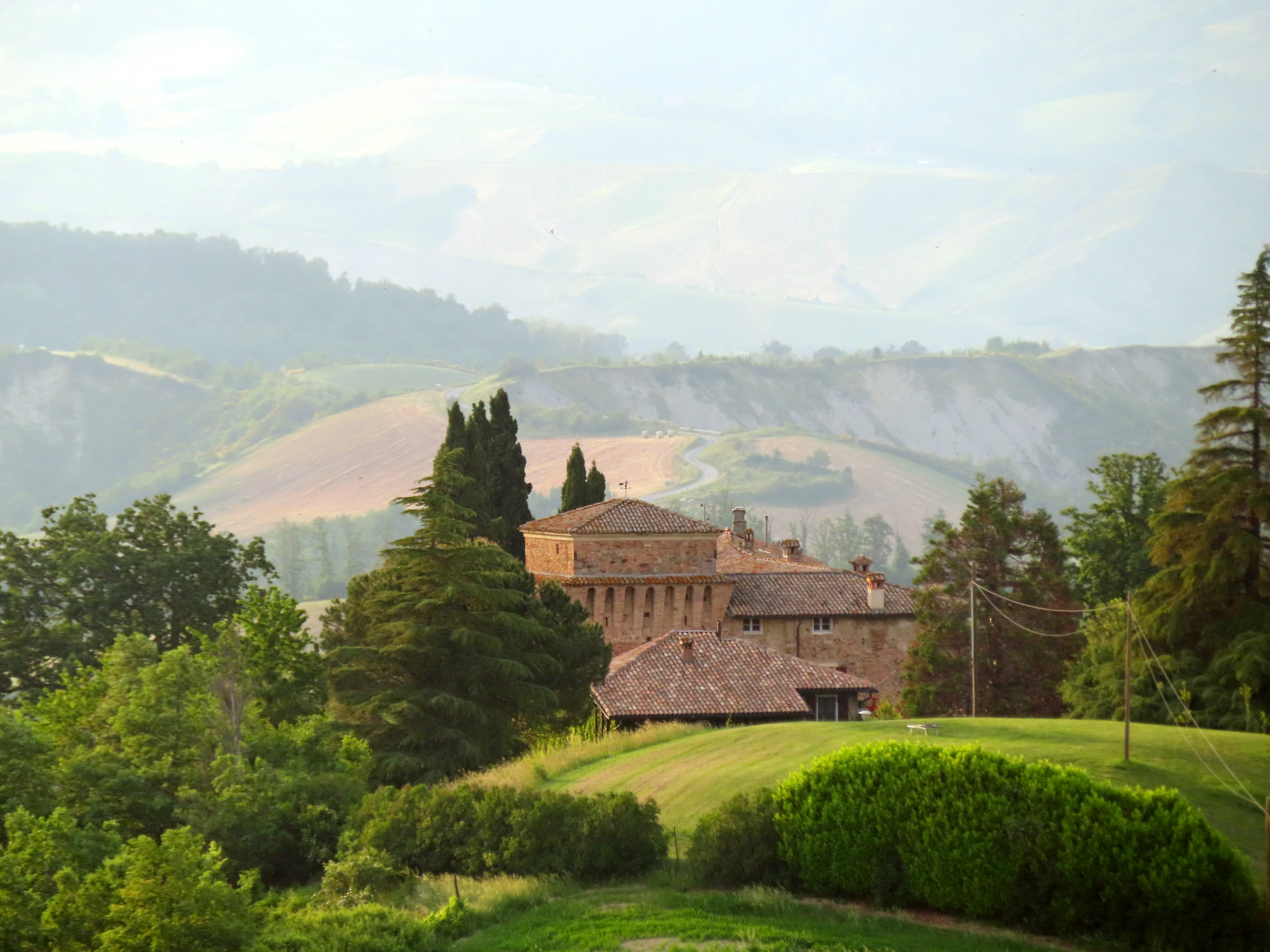
Castello di Selva Smeralda

Identificabile probabilmente col fortilizio di Niviano di Rosi, raffigurato nell'affresco di Benedetto Bembo della Camera d'Oro del castello di Torrechiara, il castello di Selva Smeralda apparteneva nel XIII secolo alla famiglia Draghi; conquistato in epoca imprecisata dai Rossi, che lo mantennero quasi ininterrottamente fino alla fine del XV secolo, fu in seguito acquisito dal colonnello Lorenzo Smeraldi di Parma; saccheggiato nel 1552 durante la guerra di Parma, il maniero, abbandonato dalla casata, rimase comunque in possesso ai conti Tarasconi Smeraldi fino al 1805; acquistato successivamente dalla famiglia Folli e poi dagli ungheresi Orbàn, fu completamente restaurato e trasformato in un agriturismo; oggi dell'antica costruzione si conservano quasi intatti il mastio e alcuni edifici in pietra adiacenti.

#### Castello di Corniana

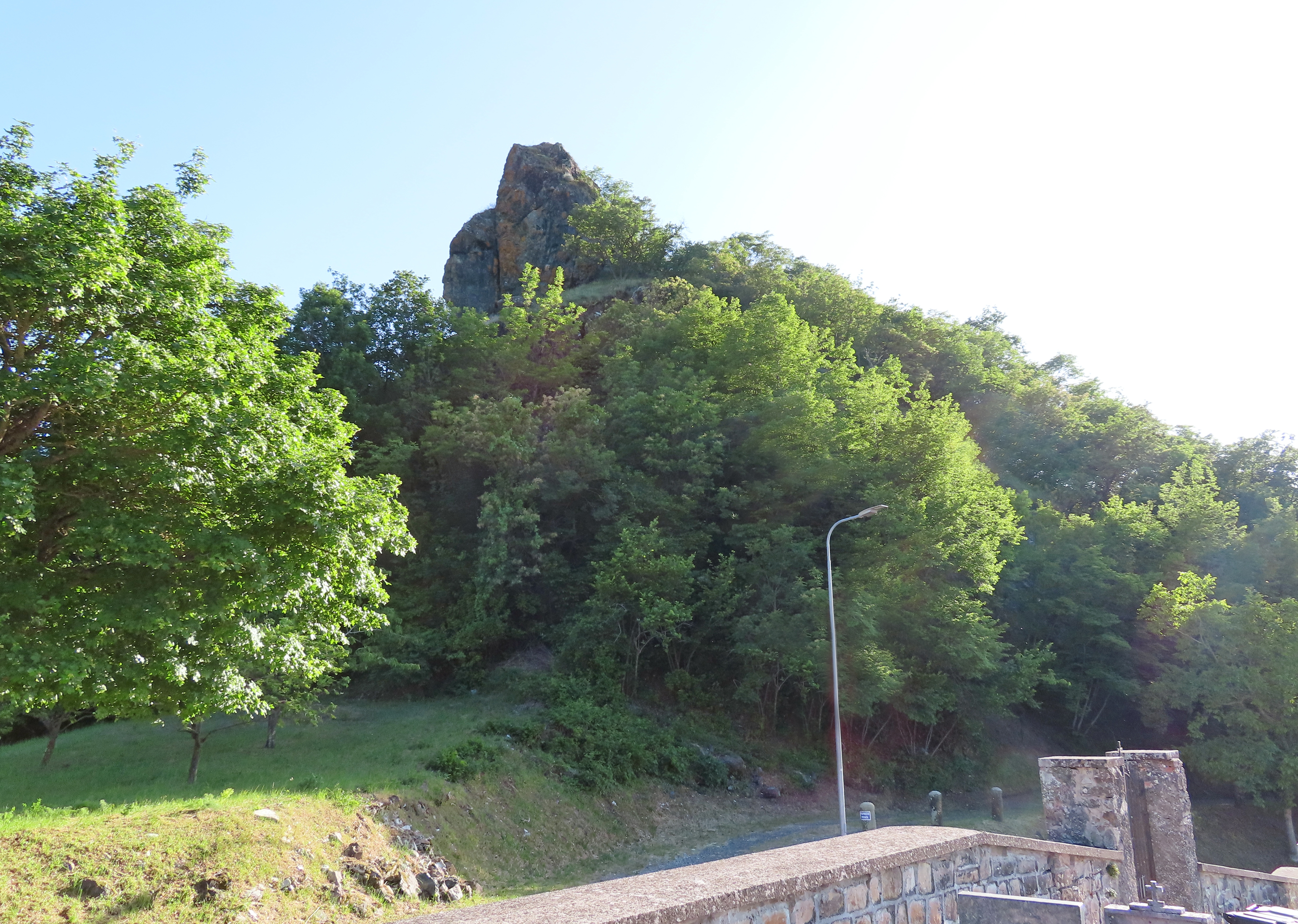
Sperone di roccia su cui sorgono le rovine del castello di Corniana

Edificato originariamente in legno forse nel XIII secolo, fu ricostruito in pietra nel XV per volere dei conti Rossi, ma cadde in rovina già nel XVII secolo; oggi ne rimangono soltanto poche rade tracce in cima allo sperone roccioso.

#### Castello di Casola
Menzionato per la prima volta nel 1250, il maniero di Casola, appartenente all'epoca ai marchesi Pallavicino, dipendeva nel XIV secolo dal vicino castello di Ravarano; abbandonato nei secoli successivi, scomparve completamente fino alla fine del XX secolo, quando, con la riapertura del sentiero della via Francigena, ne furono riportati alla luce pochi ruderi ad alcune centinaia di metri dalla chiesa di Sant'Apollinare.

#### Castello di Palmia

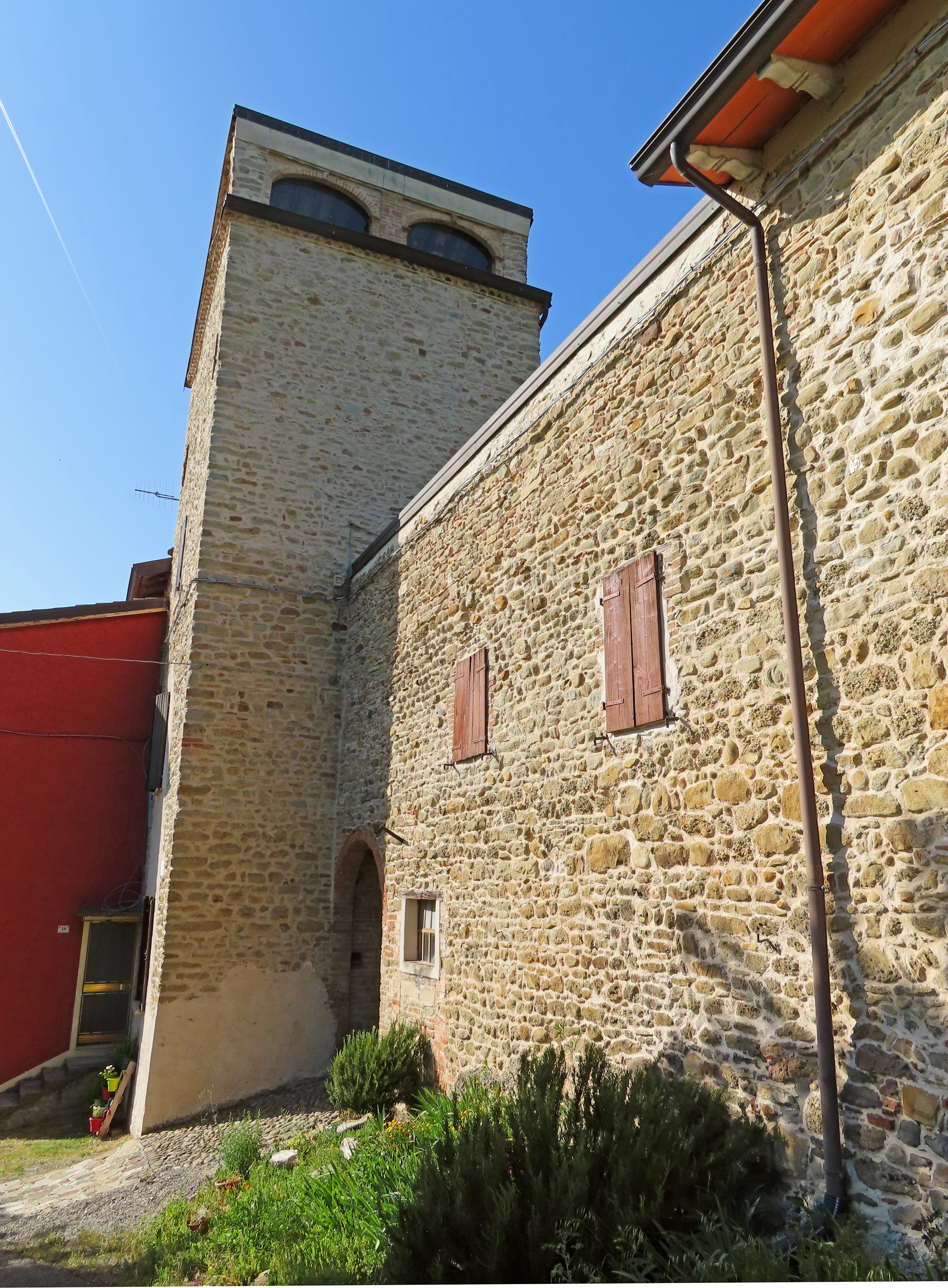
Castello di Palmia

Edificato entro l'XI secolo per volere di una delle casate de Comitatu Parmensi, il castello di Palmia fu alienato nel 1054 da Alberto da Viarolo al suo familiare Rodolfo da Viarolo; pervenuto in seguito ai da Palmia, nel 1343 fu acquistato dai conti Rossi; assegnato nel XVI secolo ai conti Bajardi, che ne mantennero il possesso fino al 1805, fu radicalmente alterato nei secoli. Dell'antico importante maniero medievale sopravvive solo la parte inferiore di un torrione, all'interno di una corte in pietra sviluppata su due ali; al suo interno è conservato un affresco risalente al XV secolo.

## Società

### Evoluzione demografica
Abitanti censiti

## Geografia antropica

### Frazioni
Bardone, Bocchetto, Boschi di Bardone, Campero, Cà Sana, Case Castellani, Case Cattani di Casola, Cassio, Castello, Castello di Casola, Cazzola, Cella di Palmia, Corniana, Fornace, Goiano, Lesignano Palmia, Lughero di Casola, Marzano, Ozzanello, Palmia, Puilio di Casola, Selva Castello, Selva del Bocchetto, Selva Grossa, Selva Stazione, Villa, Villa di Casola, Viola.

## Infrastrutture e trasporti
Il territorio comunale è attraversato dalla strada statale 62 della Cisa, che tuttavia non interessa il capoluogo; Terenzo e Bardone sorgono sull'antica via di monte Bardone, meglio nota come via Francigena.
Fino al 2014 era in funzione all'interno del territorio comunale la stazione ferroviaria nella frazione di Selva del Bocchetto, definitivamente soppressa in seguito all'apertura della variante di tracciato Solignano-P.P. Osteriazza della ferrovia Pontremolese.

## Amministrazione
Di seguito è presentata una tabella relativa alle amministrazioni che si sono succedute in questo comune.
| Periodo        | Periodo        | Primo cittadino   | Partito                                     | Carica  | Note   |
| -------------- | -------------- | ----------------- | ------------------------------------------- | ------- | ------ |
| 12 giugno 1985 | 6 giugno 1990  | Guido Gonzi       | Democrazia Cristiana                        | Sindaco | [ 36 ] |
| 6 giugno 1990  | 24 aprile 1995 | Guido Gonzi       | Democrazia Cristiana                        | Sindaco | [ 36 ] |
| 24 aprile 1995 | 14 giugno 1999 | Stefano Valenti   | centro-sinistra                             | Sindaco | [ 36 ] |
| 14 giugno 1999 | 14 giugno 2004 | Antonio Gandolfi  | lista civica                                | Sindaco | [ 36 ] |
| 14 giugno 2004 | 8 giugno 2009  | Maria Cattani     | lista civica                                | Sindaco | [ 36 ] |
| 8 giugno 2009  | 26 maggio 2014 | Maria Cattani     | lista civica                                | Sindaco | [ 36 ] |
| 26 maggio 2014 | 26 maggio 2019 | Danilo Bevilacqua | lista civica: "Il cambiamento"              | Sindaco | [ 36 ] |
| 26 maggio 2019 | in carica      | Danilo Bevilacqua | lista civica: "Proseguiamo nel cambiamento" | Sindaco | [ 36 ] |